# Глазов Микола Єлизарович
Микола Єлизарович Глазов (1919–1943) — льотчик-ас, учасник Німецько-радянської війни, лейтенант Робітничо-селянської Червоної Армії, Герой Радянського Союзу (1943).

## Біографія
Микола Глазов народився 14 грудня 1919 року у селищі Шилка (нині — місто у Забайкальському краї) у родині залізничника. Закінчив середню школу, потім працював електромеханіком, одночасно навчався в аероклубі. У 1938 році Глазов був призваний на службу в Робітничо-селянську Червону Армію. 1940 року з відзнакою закінчив Батайську військову авіаційну школу пілотів імені Сєрова. Проходив службу в 11-му винищувальному авіаполку, що дислокувався в Московській області. З перших днів Німецько-радянської війни — на її фронтах. Брав участь у битві за Москву та Сталінградській битві.
До травня 1943 року лейтенант Микола Глазов був заступником командира 1-ї ескадрильї 31-го гвардійського винищувального авіаполку 268-ї винищувальної авіадивізії 8-ї повітряної армії Південного фронту. На той час він здійснив 475 успішних бойових вильотів, взяв участь у 62 повітряних боях, у яких збив 13 літаків особисто і 5 — у групі (за даними нагородного листа).
Указом Президії Верховної Ради СРСР від 1 травня 1943 року лейтенант Микола Глазов був удостоєний високого звання Героя Радянського Союзу з врученням ордена Леніна та медалі «Золота Зірка» за номером 954.
Брав участь у прориві німецької оборони на річці Міус. Увечері 30 липня 1943 року Глазов повертався з бойового завдання. Виявивши німецький коригувальник «FW-189», Глазов вирішив його збити, проте весь боєзапас скінчився. Тоді Глазов вирішив учинити повітряний таран, однак у сутінках не розрахував і врізався у фюзеляж ворожого літака, знищивши його, але й сам загинув під час вибуху свого літака. Похований у селищі Штерівка Краснолуцької міськради Луганської області України. Всього за час війни він здійснив 537 бойових вильотів, взяв участь у 80 повітряних боях, збивши 21 літак супротивника особисто і 7 — у групі за даними нагородних документів (із них підтвердженими є 11 особистих та 2 групові перемоги).

## Нагороди
- Медаль «Золота Зірка» Героя Радянського Союзу;
- два ордени Леніна;
- орден Вітчизняної війни 1-го ступеня;
- медалі.

## Пам'ять
- Навічно зарахований до списків свого полку. На місці загибелі Глазова встановлено обеліск. На його честь названо вулицю в Шилці, там же встановлено пам'ятник і меморіальну дошку на школі, де він навчався[1].
- У квітні 1995 року ім'я Глазова присвоєно 31-му гвардійському винищувальному авіаційному Нікопольському Червонопрапорному ордену Суворова полку.